# Munizipalität Qasbegi
Die Munizipalität Qasbegi (georgisch ყაზბეგის მუნიციპალიტეტი, Qasbegis munizipaliteti) ist eine Verwaltungseinheit (etwa entsprechend einem Landkreis) in der Region Mzcheta-Mtianeti im Norden Georgiens.

## Geographie

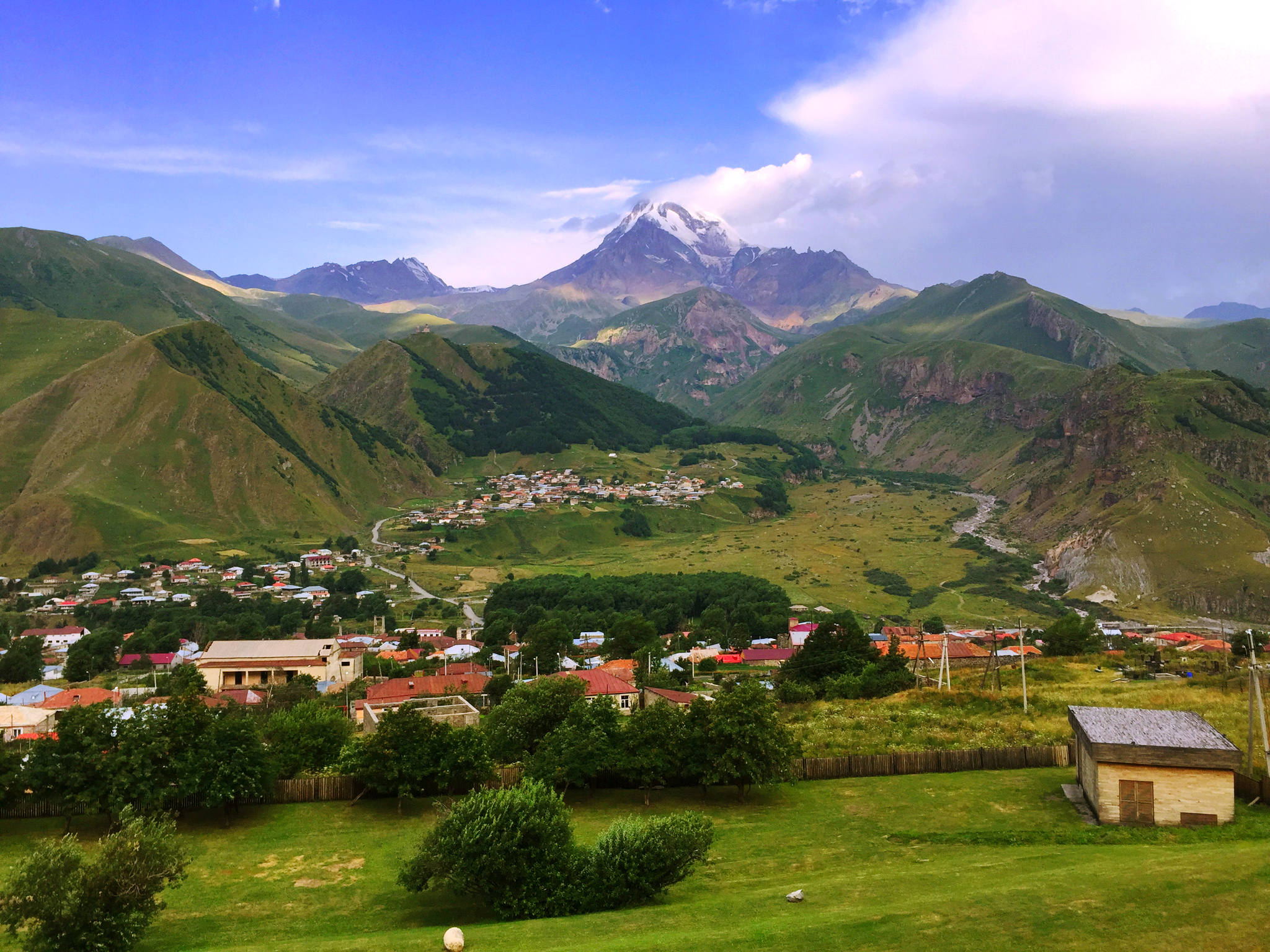
Blick über den Hauptort Stepanzminda zum hohen Kasbek

Verwaltungszentrum der Munizipalität ist die Minderstadt (georgisch დაბა, daba) Stepanzminda. Die 1081,7 km² große Munizipalität grenzt im Osten und Südosten an die Munizipalität Duscheti und im Südwesten de jure an die Munizipalität Achalgori, beide ebenfalls in der Region Mzcheta-Mtianeti, sowie im Westen de jure an die Munizipalität Dschawa der Region Innerkartlien. Die letzteren beiden liegen auf dem Territorium der de facto unabhängigen, international nur von wenigen Staaten anerkannten Republik Südossetien und werden dort entsprechend als Rajon Leningor und Rajon Dsau bezeichnet. Im Norden wird die Munizipalität von der Staatsgrenze zu Russland begrenzt, mit der Republik Nordossetien-Alanien im westlichen Teil und der Republik Inguschetien im östlichen.
Der überwiegende Teil der Munizipalität liegt nördlich des Wasserscheidekammes des Großen Kaukasus und gehört somit bei Annahme des dortigen Verlaufs der innereurasischen Grenze bereits zu Europa. Dieses Gebiet nimmt die Täler des nach Norden abfließenden Terek von seiner Quelle durch die Trusso-Schlucht bis zur Darialschlucht sowie seiner dortigen Nebenflüsse ein. Der Wasserscheidekamm im Bereich der Munizipalität – dort auch Mtiuleti-Kamm genannt – ist im westlichen Teil über 3800 m hoch (Lasgziti, 3877 m), sinkt im mittleren Abschnitt am Kreuzpass, dem niedrigsten Pass des zentralen Kaukasus, auf 2379 m ab und steigt im Osten mit dem Nördlichen Tschauchi wieder bis auf 3843 m über dem Meeresspiegel an.
Im Norden wird die Munizipalität entlang der Staatsgrenze zu Russland vom bedeutend höheren eigentlichen Kaukasus-Hauptkamm umrahmt, der allerdings durch die bis auf etwa 1200 m eingeschnittene Darialschlucht des Terek unterbrochen ist. Westlich davon ist der Kamm größtenteils über 4000 m hoch und gipfelt im 5047 m hohen Kasbek, dem östlichsten Fünftausender des Kaukasus; östlich des Terek werden mit dem Schan 4452 m erreicht. Im Bereich des Kreuzpasses reicht ein kleiner Teil der Munizipalität mit dem Ferienort Gudauri in den obersten Abschnitt des Tals des Weißen oder Mtiuleti-Aragwi, des rechten Quellflusses des Aragwi an der Südflanke des Mtiuleti-Kammes.

## Bevölkerung und Verwaltungsgliederung
Die Munizipalität hat 3.800 Einwohner (Stand: 2021). Die Einwohnerzahl sank mit 3.795 Einwohnern (2014) gegenüber der vorangegangenen Volkszählung (5.261 Einwohner 2002) um über ein Viertel, erheblich über dem Landesdurchschnitt. Bereits mindestens seit den 1930er-Jahren (10.183 Einwohner 1939) hatte sich die Bevölkerungszahl kontinuierlich verringert.
Bevölkerungsentwicklung
Anmerkung: Volkszählungsdaten

Die Munizipalität wird fast ausschließlich von Georgiern bewohnt (99,24 %); 0,34 % sind Osseten und 0,18 % Russen (Stand 2014).
Die größten Ortschaften neben der Minderstadt Stepanzminda (1326 Einwohner) sind mit jeweils über 200 Einwohnern die Dörfer Arscha, Garbani, Sioni und Sno (2014).
Die Munizipalität gliedert sich in 6 Gemeinden (für die Minderstadt als „Territorialorgan“ bezeichnet, georgisch teritoriuli organo, ტერიტორიული ორგანო, für die Dorfgemeinden als temi, თემი) mit insgesamt 46 Ortschaften, davon 21 ohne ständige Einwohner:
| Gemeinde       | Anzahl Ortschaften | Einwohner (2014) |
| -------------- | ------------------ | ---------------- |
| Gorisziche     | 5                  | 594              |
| Gudauri        | 6 1                | 89               |
| Kobi           | 18 2               | 29               |
| Sioni          | 7 3                | 1196             |
| Sno            | 7 4                | 542              |
| Stepanzminda 5 | 3                  | 1345             |

## Geschichte
Das Gebiet der Munizipalität entspricht im Wesentlichen der historisch-geographischen Region Chewi, die nach dem Zerfall des mittelalterlichen Königreiches Georgien im 16. Jahrhundert zum unabhängigen Königreich Kartlien und dann zum 1762 vereinigten Kartlien-Kachetien gehörte. Während der Zugehörigkeit zum Russischen Reich ab 1801 bildete es den nördlichen Teil des Ujesds Duscheti im Gouvernement Tiflis, der weiter bis in die Anfangsjahre der Sowjetunion bestand. 1930 wurde in den heutigen Grenzen der eigenständige Rajon Qasbegi ausgegliedert, entsprechend dem Namen des Hauptortes, der in den 1920er-Jahren nach dem dort geborenen Schriftsteller Aleksandre Qasbegi (1848–1893) umbenannt worden war.  Nach Erlangung der Unabhängigkeit Georgiens wurde der Rajon 1995 der neu gebildeten Region Mzcheta-Mtianeti zugeordnet und 2006 in eine Munizipalität umgebildet. 2006 erhielt der Hauptort auch wieder seinen historischen Namen Stepanzminda, die Verwaltungseinheit heißt jedoch weiterhin Qasbegi.

## Verkehr
Durch die Munizipalität verläuft die von der Hauptstadt Tiflis beziehungsweise dem nahen Mzcheta kommende internationalen Fernstraße S3, zugleich Europastraße 117, zur russischen Grenze. Sie folgt dem Verlauf der historischen Georgischen Heerstraße vom Aragwi-Tal über den Kreuzpass und entlang dem Terek durch die Darialschlucht. Oberhalb Stepanzminda zweigt die Nationalstraße Sch147 (შ147) ab, die dem rechten Terek-Nebenfluss Snoszqali bis zum höchstgelegenen Dorf im Tal, Dschuta, folgt.